# Josefa Francisco
Josefa "Gigi" Francisco (1954 - 22 de julho de 2015)  foi uma defensora da igualdade de gênero e dos direitos das mulheres das Filipinas. Ela contribuiu para muitos programas de redução de disparidades e pesquisou muitos aspectos da igualdade e dos direitos das mulheres. Ela trabalhou com as Nações Unidas em diversos projetos.

## Carreira
Ela atuou como membro do ISIS International de 1998 a 2002. A organização trabalha internacionalmente sobre os direitos das mulheres. Mais tarde, ingressou no Instituto de Mulheres e Gênero (WAGI) como diretora executiva da organização. A organização realiza  cursos on-line sobre direitos da mulher. Ela fex parte da da Organização para Alternativas de Desenvolvimento para Mulheres na Nova Era, abreviada como DAWN. A organização trabalha para espalhar as vozes e perspectivas das mulheres da região sul do mundo para o mundo. Ela atuou como coordenadora global da organização. As Nações Unidas e a DAWN trabalharam juntas na região Ásia-Pacífico, sob a liderança de Gigi. O trabalho entre eles foi publicado no The Future The Asia Pacific Women Want em 2015.

Ela trabalhou como chefe de departamento do Departamento de Relações Internacionais do Miriam College, trabalhando para promover a liderança das mulheres. Ela fez importantes pesquisas sobre pobreza, gênero, desenvolvimento e movimento feminista.